# Oligonychus nasutus
Oligonychus nasutus är en spindeldjursart som beskrevs av Meyer 1974. Oligonychus nasutus ingår i släktet Oligonychus och familjen Tetranychidae. Inga underarter finns listade i Catalogue of Life.